# Chesham (metropolitana di Londra)
Chesham è una stazione della linea Metropolitan della metropolitana di Londra.

## Storia
La stazione fu aperta dalla Metropolitan Railway (MR), oggi la linea Metropolitan, l'8 luglio 1889, come temporaneo terminal settentrionale della MR quando la linea fu estesa a nord di Rickmansworth. La tratta progettata avrebbe dovuto attraversare le Chiltern Hills e collegarsi verso nord alla London and North Western Railway lungo la linea Euston-Birmingham. Tuttavia, prima che i lavori iniziassero, la MR scelse un percorso alternativo via Aylesbury. La linea per Chesham venne mantenuta come diramazione dalla linea principale.
La stazione originariamente aveva un deposito merci e due piattaforme, ma il deposito venne chiuso nel luglio 1966 e una delle due piattaforme nel novembre 1970.

## Strutture e impianti
Chesham è l'unica stazione della omonima diramazione che parte da Chalfont & Latimer.
L'edificio della stazione è un monumento classificato di "Grado II". Le ragioni dell'inclusione nella lista degli edifici protetti sono: 
- Interesse architettonico: è l'esempio più completo di una stazione rurale della metropolitana del tardo XIX secolo;
- Interesse storico: testimonianza della prima espansione della Metropolitan Railway nei dintorni di Londra;
- Valore di insieme: l'edificio della stazione, la cabina di segnalazione e la torre dell'acqua formano un gruppo di edifici insolitamente coerente e intatto.

Si trova nella Travelcard Zone 9.

## Movimento
Fino al dicembre 2010 la diramazione per Chesham era servita solo da un treno navetta che operava da una piattaforma dedicata a Chalfont & Latimer, tranne che per due treni diretti nelle ore di punta. Dall'11 dicembre 2010 ci sono due treni diretti ogni ora, anche se il servizio navetta viene ripristinato occasionalmente quando si effettuano lavori sulla linea. Questo ha rappresentato un netto miglioramento dato che in precedenza i passeggeri da e per Chesham dovevano cambiare a Chalfont & Latimer e il treno navetta aveva solo quattro carrozze, contro le otto carrozze standard dei nuovi treni diretti. La nuova suddivisione dei servizi tra Chesham e Amersham ha anche come obiettivo una migliore ripartizione del traffico fra le due stazioni, consentendo di alleggerire il locale traffico automobilistico dei pendolari che raggiungono la stazione con la propria auto.
Il 16 e 17 agosto 2014 la diramazione di Chesham ha festeggiato il 125º anniversario utilizzando la prima storica locomotiva a vapore della London Underground per il tragitto da Rickmansworth a Chesham, il che ha comportato la sospensione dei servizi regolari tra Chalfont & Latimer e Chesham per consentire il passaggio del treno speciale.

## Interscambi
Nelle vicinanze della stazione effettuano fermata alcune linee automobilistiche, gestite da Carousel Buses e Red Rose Travel.
- Fermata autobus

## Curiosità
La distanza tra Chesham e Chalfont & Latimer è la più lunga fra due stazioni adiacenti di tutta la rete metropolitana: 6,26 chilometri. Chesham è la stazione della metropolitana più lontana dal centro di Londra, essendo situata a 40,23 km da Charing Cross; è inoltre la stazione sita più a ovest e più a nord.

## Galleria d'immagini

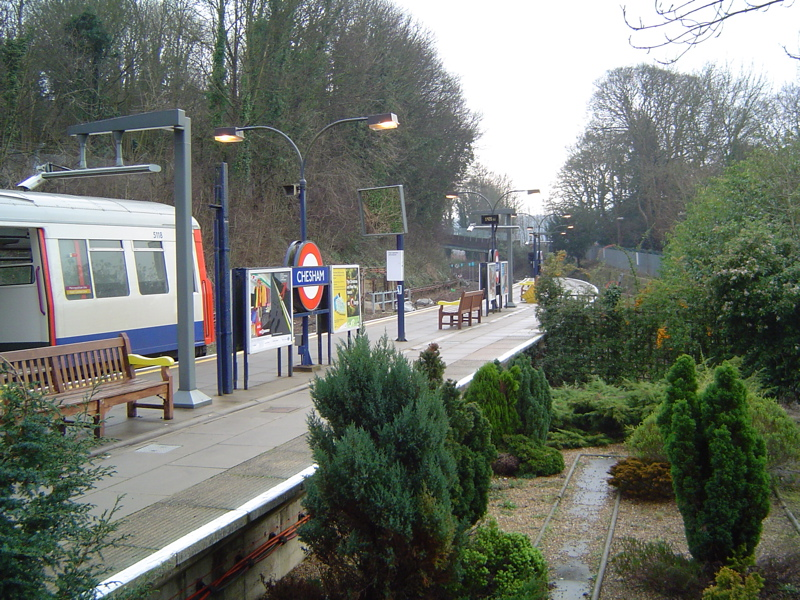
Vista della piattaforma e giardino della stazione.
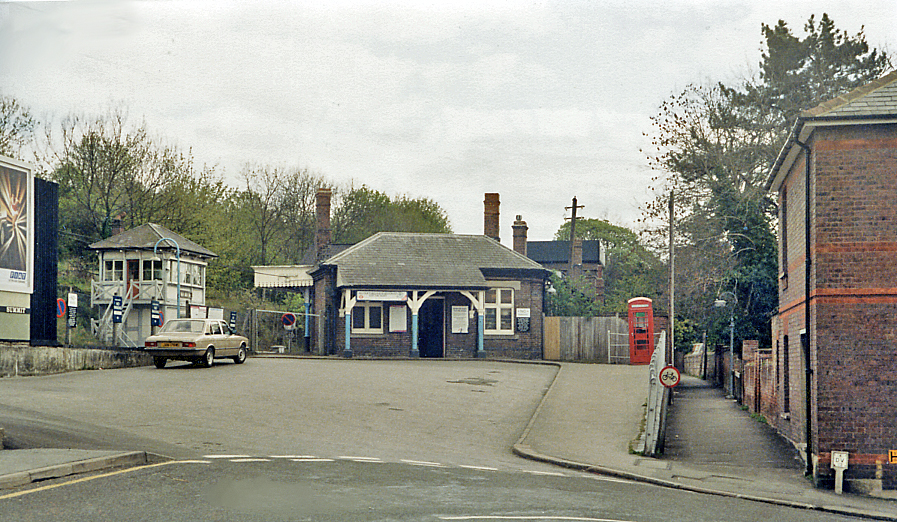
Strada di accesso alla stazione.
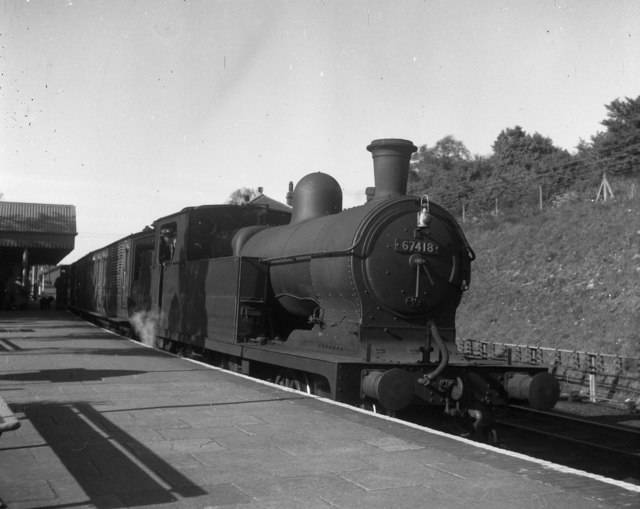
Locomotiva a vapore alla stazione di Chesham per Chalfont & Latimer, 1957.
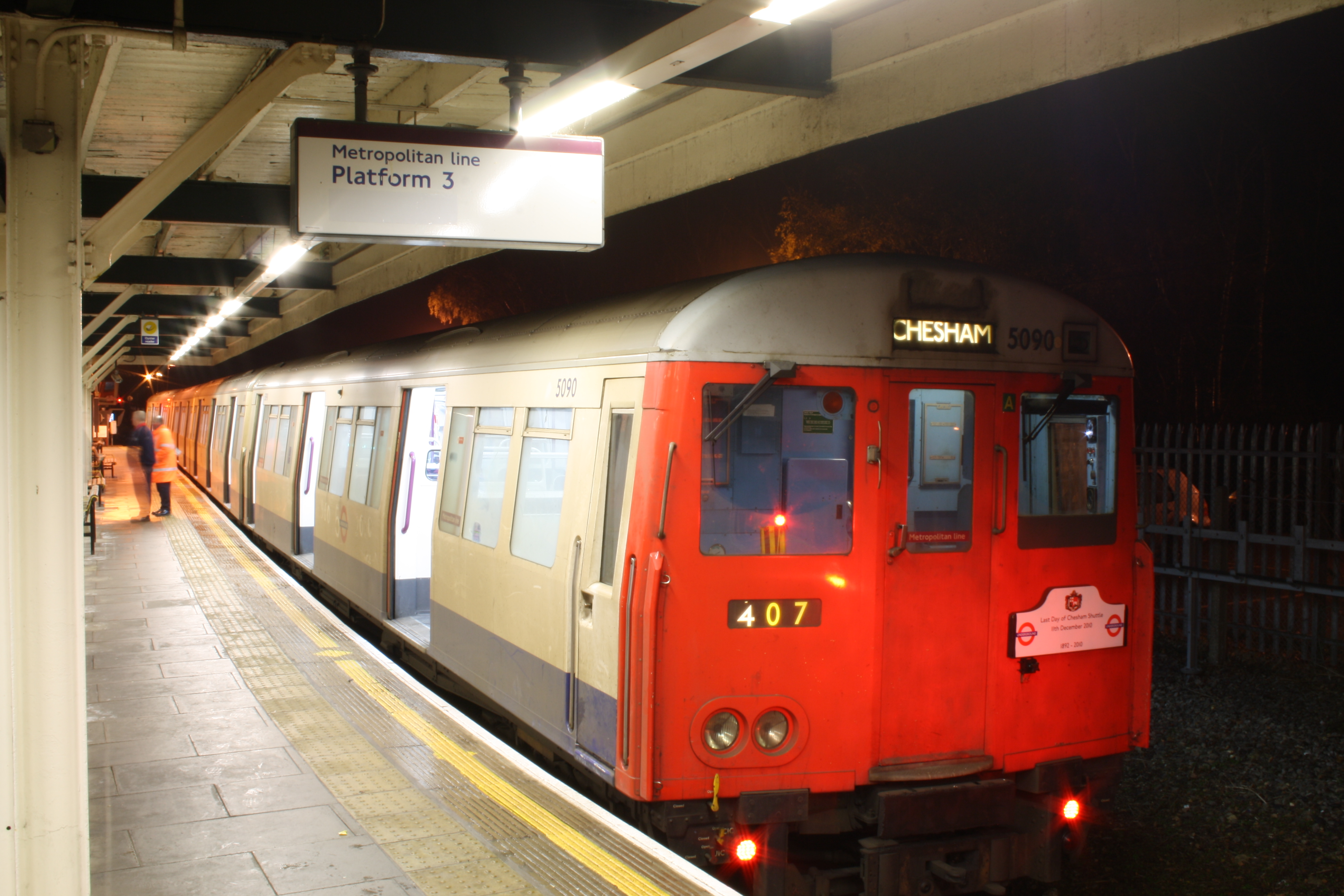
La navetta per Chesham alla stazione di Chalfont & Latimer nell'ultimo giorno ufficiale di operazioni, 2010.
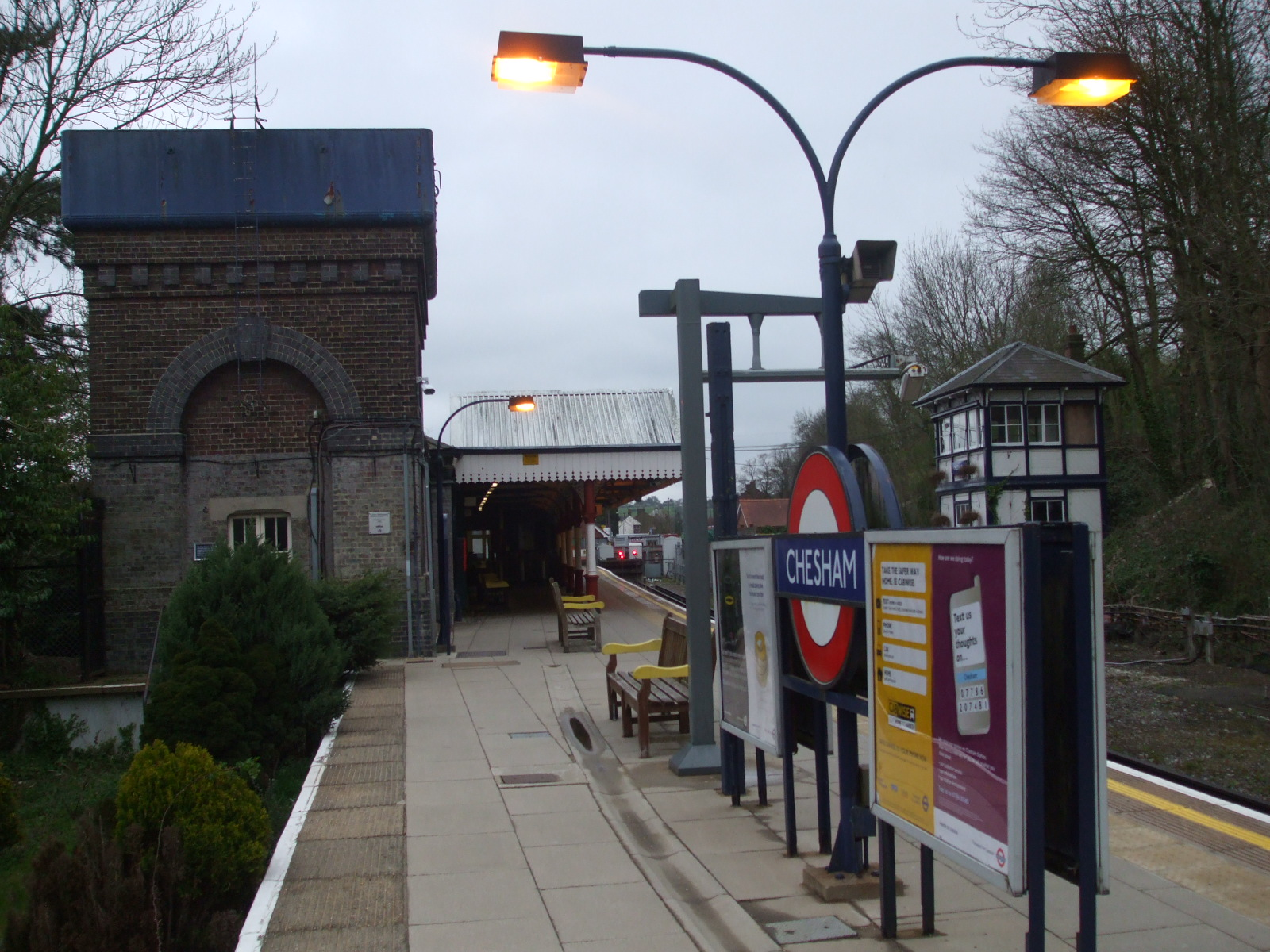
Giardino della stazione di Chesham, con la torre dell'acqua e la cabina di segnalazione, vista in direzione nord.
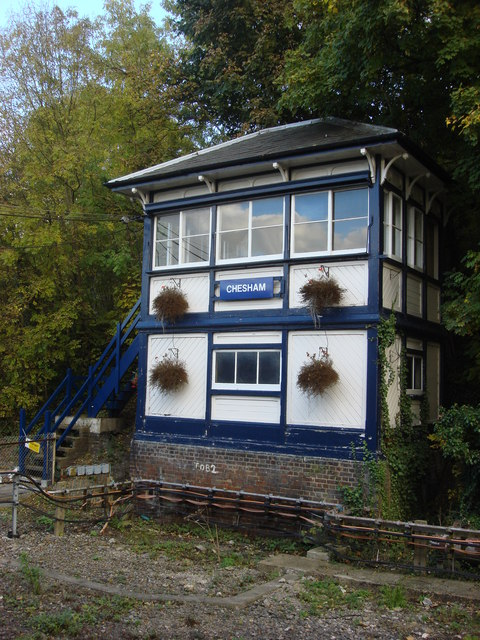
Cabina di segnalazione nel 2008.